# Oshio
L'Oshio (大潮?, Ōshio, lett. "Alta marea") è stato un cacciatorpediniere della Marina imperiale giapponese, terza unità della classe Asashio. Fu varato nell'aprile 1937 dal cantiere di Maizuru.
Assegnato all'8ª Divisione poco prima dell'inizio delle ostilità nel Pacifico, tra il dicembre 1941 e il febbraio 1942 operò in appoggio alle numerose azioni anfibie intraprese dalle forze armate giapponesi nelle Filippine e nelle Indie orientali olandesi; partecipò alla battaglia notturna nello Stretto di Badung (19-20 febbraio 1942) durante la quale subì gravi danni, tanto che riprese servizio solo alla fine del dicembre 1942. Fu inviato a Rabaul e prese parte alle fasi di sgombero di Guadalcanal, quindi a metà febbraio 1943 accompagnò due trasporti a Wewak; il 20, sulla rotta di ritorno, incassò un siluro dal sommergibile USS Albacore e affondò poco dopo a nord-ovest di Manus, nelle isole dell'Ammiragliato

## Impiego operativo

### Costruzione
Il cacciatorpediniere Oshio fu ordinato nell'anno fiscale edito dal governo giapponese nel 1934. La sua chiglia fu impostata nel cantiere navale di Maizuru il 5 agosto 1936 e il varo avvenne il 19 aprile 1937; fu completato il 31 ottobre dello stesso anno. All'inizio degli anni quaranta la nave formò con l'Asashio, l'Arashio e il Michishio l'8ª Divisione cacciatorpediniere, dipendente dalla 2ª Squadriglia della 2ª Flotta. Fu scelto come ammiraglia dell'unità e quindi accolse a bordo il comandante capitano di vascello Toshio Abe con il rispettivo stato maggiore.

### 1941-1942
Passato al comando del capitano di fregata Kiyoshi Kikkawa all'inizio degli anni quaranta, l'Oshio lasciò il 29 novembre 1941 lo Stretto di Terashima con il resto della propria unità e si diresse alla base militare di Mako nelle Pescadores, dove tutte le navi si ancorarono il 2 dicembre. Due giorni più tardi salpò inquadrato nel corpo principale della 2ª Flotta del viceammiraglio Nobutake Kondō, che funse da gruppo di copertura a distanza delle contemporanee operazioni anfibie in Malesia e nelle Filippine sino al 24 dicembre. Rientrato a Mako, ne partì il 31 con le unità sorelle per scortare il convoglio recante il terzo scaglione della 25ª Armata a Singora (Malesia), quindi la divisione si fermò il 5 gennaio 1942 a Hong Kong, da poco occupata. L'11 l'Oshio e il resto del reparto salparono a fianco di un convoglio d'invasione per Davao, che fu conquistata senza difficoltà; il 31 ripartirono di scorta ai trasporti indirizzati sull'isola di Ambon nelle Indie olandesi e dall'8 febbraio protessero il gruppo d'occupazione di Makassar. Dopo la riuscita di queste operazioni, l'Oshio e i gemelli furono assegnati alla difesa degli sbarchi a Bali e Lombok, avvenuti la mattina del 18 febbraio. La notte del 19-20 febbraio la squadra da battaglia dell'ABDA Command attaccò in due distinte riprese attraverso lo Stretto di Badung: l'Oshio, che si trovava a guardia del Sasago Maru, ingaggiò subito battaglia assieme al gemello Asashio, contribuendo alla distruzione del cacciatorpediniere olandese Hr. Ms. Piet Hein, al danneggiamento dell'incrociatore leggero Hr. Ms. Tromp e del cacciatorpediniere USS Stewart. Fu, però, a sua volta raggiunto da un certo numero di proietti e soffrì sette morti tra l'equipaggio, oltre a danni estesi. Riuscì a spostarsi a Makassar dove fu subito oggetto di una serie di interventi d'emergenza, che si prolungarono sino al 10 aprile, quando l'intera 8ª Divisione cacciatorpediniere passò alle dipendenze della 4ª Squadriglia, sempre sottoposta alla 2ª Flotta. Quel giorno stesso l'Oshio levò le ancore per raggiungere Formosa e, infine, l'arsenale di Yokosuka il 22 aprile. Fu subito posto in bacino di carenaggio e il 15 maggio fu redesignato nave da servizio speciale; dieci giorni dopo il comandante Kikkawa fu assegnato al cacciatorpediniere Yudachi. Il 14 luglio, siccome tutti i suoi componenti erano in riparazione, l'8ª Divisione fu designata "riserva speciale" e rimossa dall'ordine di battaglia della Marina imperiale. Il 20 dicembre l'Oshio fu affidato al capitano di fregata Hiromu Hirose e il 29 il raddobbo fu finalmente concluso.

### 1943 e l'affondamento
L'Oshio fece una rapida tappa a Maizuru prima di dirigere a sud, verso il teatro di guerra del Pacifico sud-occidentale; dopo una breve fermata alla piazzaforte di Rabaul nella Nuova Britannia nord-orientale si ancorò il 9 gennaio 1943 alla base avanzata nelle isole Shortland, dalla quale già il giorno successivo salpò per condurre una missione di rifornimento a Guadalcanal: per l'occasione rilasciò vicino alle coste una serie di fusti stagni riempiti di munizioni, cibo e simili, metodo adottato per ridurre al minimo la presenza in acque pericolose. Fu poi richiamato a Rabaul e ne partì il 22 gennaio in difesa di un trasporto che stava trasferendo reparti da costruzione a Kolombangara, eletta a nuovo bastione avanzato dopo la decisione di evacuare Guadalcanal. Il 1º, 4 e 7 febbraio l'Oshio partecipò infatti ai massicci movimenti navali volti allo sgombero dell'isola. Da Rabaul salpò nuovamente il 13 assieme all'Arashio per scortare insieme due trasporti diretti a Wewak (Nuova Guinea); i due cacciatorpediniere vigilarono sulle operazioni di scarico e tornarono indietro su una rotta settentrionale allo scopo di evitare possibili attacchi aerei. Il 20 febbraio, però, l'Oshio fu centrato nella sala macchine da un siluro lanciato dal sommergibile USS Albacore, morirono otto marinai e la nave rimase immobilizzata. L'Arashio raccolse l'equipaggio e tentò il traino, ma dopo poco la chiglia danneggiata dell'Oshio cedette del tutto e il cacciatorpediniere sprofondò 70 miglia a nord-ovest dell'isola di Manus (0°50′S 146°06′E).
Il 1º aprile 1943 l'Oshio fu rimosso dalla lista del naviglio in servizio con la Marina imperiale.